# Mülforter Straße 158 (Mönchengladbach)

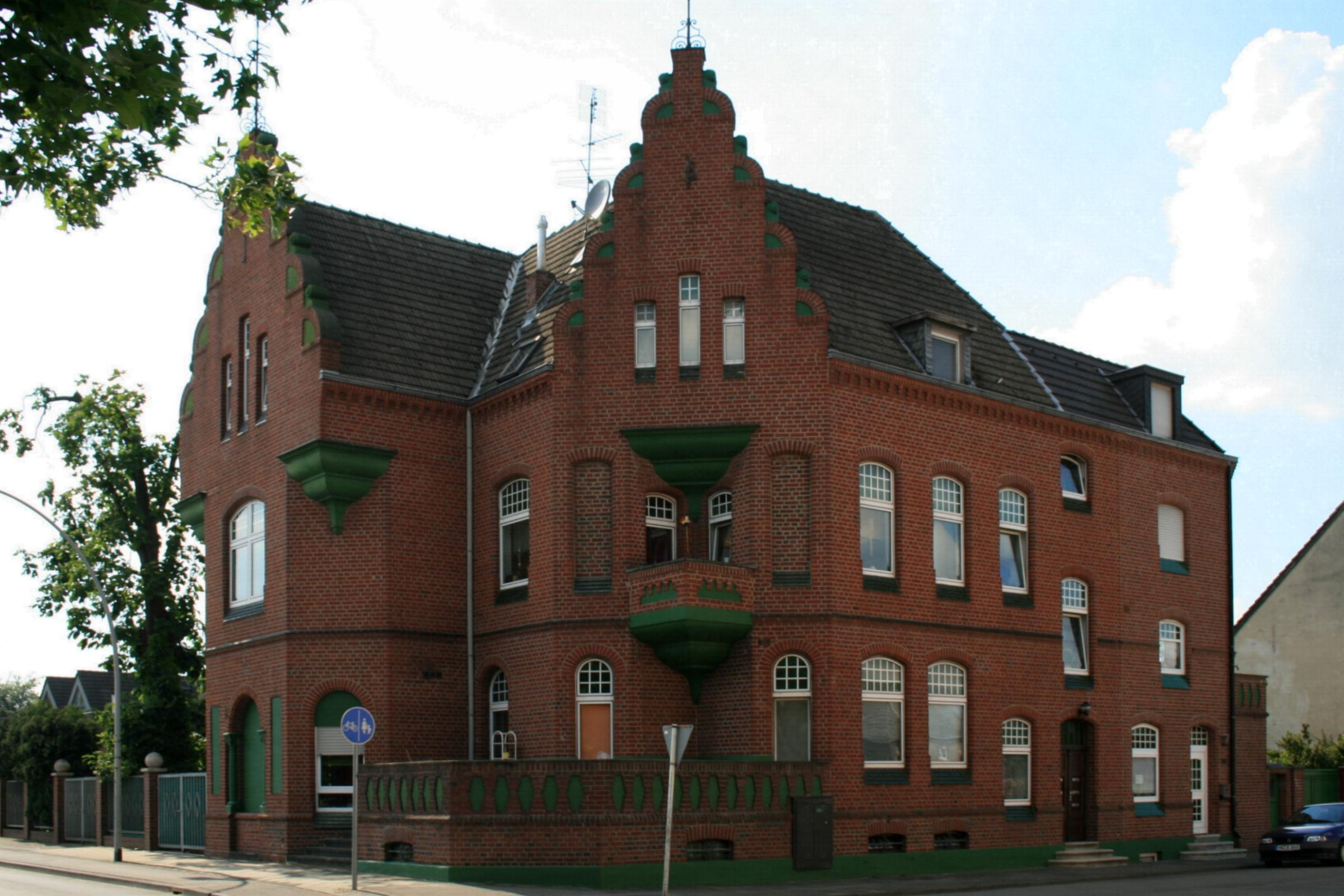
Wohnhaus Mülforter Straße 158 (2010)

Das Wohnhaus Mülforter Straße 158 steht im Stadtteil Giesenkirchen in Mönchengladbach (Nordrhein-Westfalen).
Das Gebäude wurde 1900 erbaut. Es wurde unter Nr. M 046 am 15. März 1990 in die Denkmalliste der Stadt Mönchengladbach eingetragen.

## Lage
Das Objekt liegt an der Einmündung der Eberhardtstraße in die Mülforter Straße im Ortsteil Giesenkirchen.

## Architektur
Der zweigeschossige Ziegelsteinbau unter steilen Satteldächern und zwei – durch stilisierte Rosetten verschleiften – Treppengiebeln an der Mülforter Straße bzw. – über Eck gestellt – an der Eberhardtstraße. Eingeschoben zwischen den Giebeln ein erdgeschossiger Altan mit Treppenzugang von der Mülforter Straße aus.
Erd- und Obergeschoss getrennt durch ein leicht vorkragendes Gurtgesims aus Ziegelsteinen, das im schräg gestellten Giebel in einen zweiseitig vorspringenden Obergeschoss-Austritt überleitet, dessen Brüstung sich gestalterisch an die des Altans anlehnt.
Die Fenster variierend gestaltet als Rund- bzw. Segmentbogenfenster, z. T. mit kleinteilig verglasten Oberlichtern sowie schräg gestellten, mit dunkelgrünen Fliesen belegten Fensterbänken. Die abgeschrägten Gebäudeecken des straßenparallelen Giebels und der – im Erdgeschoss und Obergeschoss – spitzwinklig einspringende Austritt im abgewinkelten Giebel werden durch mächtige, mehrfach gegliederte Konsolen getragen und leiten dadurch in die sich anschließenden Ziegelsteinflächen der Dreiecksgiebel über.
Unter den Traufkanten angeordnet ein durch Ziegelsteinkonsolen getragenes Kranzgesims. In den beiden Giebelflächen jeweils drei gekoppelte, schmalhochrechteckige Fenster. Die Stufen der Treppengiebel sind mit abstrahierend gestalteten Rosetten gefüllt, die Giebelspitzen tragen Wetterfahnen.